# فابیو سانتوس رومئو
فابیو سانتوس رومئو (به پرتغالی: Fábio Santos Romeu) مدافع اهل برزیل است که در شهر سائوپائولو و در تاریخ ۱۶ سپتامبر ۱۹۸۵ به دنیا آمده‌است.
فابیو سانتوس رومئو در تیم‌های فوتبال سائوپائولو ،کاشیما آنتلرز،کروزیرو،موناکو، سانتوس و Grêmio سابقهٔ حضور دارد. این بازیکن همچنین در سال، ۲۰۰۵ برای، Brazil U-20 به میدان رفته‌است